# Тихоновский монастырь (Саут-Кейнан)
Монасты́рь свято́го Ти́хона Задо́нского (англ. Monastery of Saint Tikhon of Zadonsk) — ставропигиальный мужской монастырь Православной церкви в Америке, расположенный в Саут-Кейнане, штат Пенсильвания. Первый православный монастырь в США.

## История
Сторонником открытия православного монастыря в США был епископ Тихон (Беллавин), служивший в Америке в 1898—1907 годы:

При посещениях Епархии неоднократно приходилось встречать и православных и даже униатов, ищущих монашеского жития. Правда, в Америке почва как будто и малоблагоприятная для сего: бизнес, дело, практические потребности стоят у американцев на первом плане; но всё же и здесь не в конец иссушены идеальные порывы и стремление к созерцательной жизни: мы видим, что не только у латинян, но даже и епископалов в Америке находится достаточное число лиц, живущих в монастырях. Есть основания думать, что не останется пустым и наш монастырь и что охотно пойдут в оный русские люди, от лет древних любящие монастыри и иноческое житие. Монастырь мог бы сослужить службу и для монахов, подвизающихся здесь на миссионерском поприще (таковых ныне имеется 19 человек).
В 1903 году священник Александр Немоловский опубликовал в Американском православном вестнике статью, в которой предложил основать монастырь и пастырскую семинарию при нём в штате Пенсильвания. Идея была быстро подхвачена другими деятелями Североамериканской миссии.
В 1904 году настоятелем в Иоанно-Предтеченском прихода города Мэйфилда в штате Пенсильвания был назначен прибывший из России иеромонах Арсений (Чаговец), недавно прибывший из России. Отец Арсений задумал открыть в США первый православный монастырь, целью которого было бы предоставление новооткрывающимся приходам быстрорастущей епархии священников-монахов.
15 мая 1905 года вопрос об устроении в США первого православного монастыря активно обсуждался на шестом съезде Русского православного кафолического общества взаимопомощи в Кливленде (штат Огайо). На съезде под председательством святителя Тихона было предложено устроить при монастыре сиротский приют. Эта идея была поддержана большинством делегатов, включая иеромонаха Арсения. В качестве участка для строительства была предложена ферма в северо-западной части штата, рядом с городом Мейфилдом, где активно селились русинские эмигранты. Собор создал строительный комитет, в который в частности вошли протоиерей Александр Хотовицкий, иеромонах Арсений (Чаговцов), а также русины из Мейфилда и Уилкс-Барре. Одиннадцать дней спустя архиепископ Тихон и иеромонах Арсений посетили ферму, о чём в Вестнике был опубликован отчёт.
Земля на ферме в Саут-Кейнане площадью 82 акра была выкуплена 26 июня 1905 года, а 31 июля викарный епископ Рафаил (Хававини) совершил на месте строительства монастыря и приюта первую Литургию. По благословению архиепископа Тихона строителем общежительного мужского монастыря в честь святителя Тихона Задонского стал иеромонах Арсений.
17 (30) мая 1906 архиепископ Тихон вместе с епископом Рафаилом освятили храм в честь святителя Тихона Задонского. За службой пел хор из прихода Уилкс-Барре, приехавший вместе с отцом Алексием Товтом. Отец Арсений был удостоен сана игумена.
В 1907 году на территории обители располагались: братский корпус с трапезным храмом во имя святого Тихона Задонского и приют для 15 сирот. В составе братии числились: игумен, два иеромонаха и семь послушников.

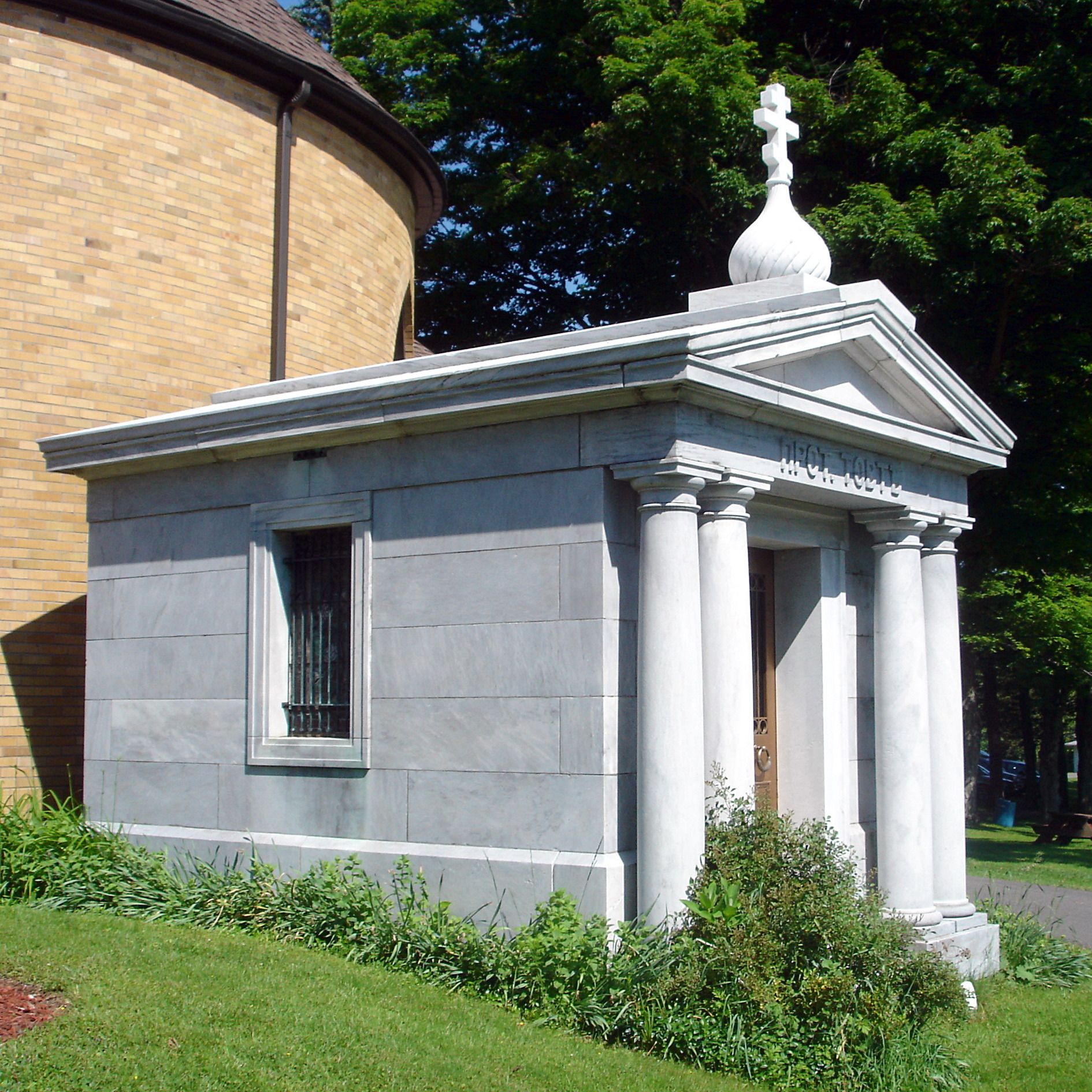
Склеп протоиерея Алексия Товта

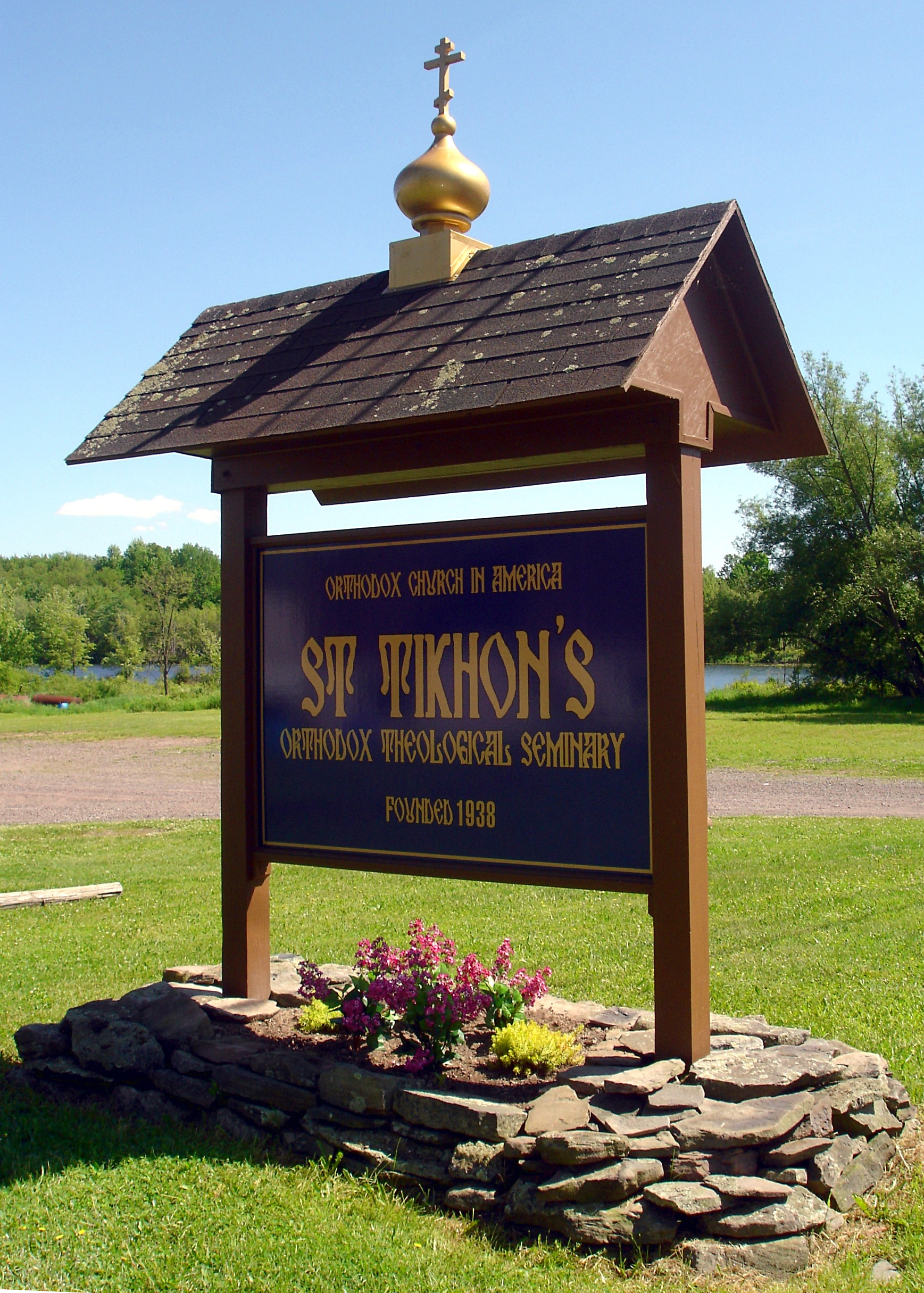
Духовная семинария

Одним из первых на монастырском кладбище похоронен святой Алексий Товт (ум. 1909 год). Семь лет спустя его гроб был перенесён в специальный склеп за алтарной стеной монастырской церкви.
В 1938 году при Тихоновском монастыре открылась одноимённая семинария, до 1942 года имевшая статус пастырской школы. Первым ректором семинарии стал архиепископ Арсений (Чаговец).
В 1941 году в центре старого участка кладбища в память о митрополите Платоне (Рождественском) была возведена часовня, заменённая в 1999 году на новую.
В 1950-х годах в монастыре поселился переехавший из Югославии святитель Николай Жичский, бывший в 1955—56 годах ректором семинарии и скончавшийся в монастыре 18 марта 1956 года.
В 1965 году при активном участии священника Иосифа Свайко, будущего Предстоятеля ПЦА, в монастыре была осуществлена комплексная реставрация.
В 1994 году состоялись торжества по случаю прославления в лике праведных святого Алексия Товта. Его мощи были обретены и перенесены в монастырскую церковь.
2 марта 2010 года монастырь посетили митрополит Иларион (Капрал), епископ Манхэттенский Иероним (Шо), епископ Мэйфильдский Георгий (Шейфер) и более 70 клириков Восточно-Американской епархии РПЦЗ. Данный визит был важным шагом в деле восстановления общения между РПЦЗ и ПЦА

## Современное состояние
Традиционным временем паломничества в монастыре св. Тихона являются выходные перед или после американского Дня памяти (как правило, последний день мая).